# Parafia św. Mikołaja w Zyndranowej (prawosławna)
Parafia św. Mikołaja – parafia prawosławna w Zyndranowej, w dekanacie Sanok diecezji przemysko-gorlickiej.
Na terenie parafii funkcjonuje 1 cerkiew:
- cerkiew św. Mikołaja w Zyndranowej – parafialna

Obowiązki proboszcza pełni ks. Marek Gocko z parafii w Komańczy.